# 邦戛天后宮
邦戛天后宮（印尼語：Vihara Dewi Samudra Pemangkat），當地人稱聖母娘廟（客家語：Shin-mu-nyiong-miau），是位於印度尼西亞西加里曼丹省三發縣邦戛鎮的媽祖廟，坐落於象山坡上，與邦戛坡中央大伯公廟同一個環境，主祀天后聖母媽祖。據說該廟由來自廣東的潮州人所建。